# Svezia ai Giochi della VIII Olimpiade
La Svezia partecipò ai Giochi della VIII Olimpiade, svoltisi a Parigi dal 4 maggio al 27 luglio 1924,
con una delegazione di 159 atleti, di cui 13 donne, impegnati in 15 discipline,
aggiudicandosi 4 medaglie d'oro, 13 medaglie d'argento e 12 medaglie di bronzo.

## Medagliere

### Per discipline
| Sport              | Oro | Argento | Bronzo | Totale |
| ------------------ | --- | ------- | ------ | ------ |
| Equitazione        | 2   | 2       | 0      | 4      |
| Lotta greco-romana | 1   | 1       | 1      | 3      |
| Pentathlon moderno | 1   | 1       | 1      | 3      |
| Atletica leggera   | 0   | 3       | 2      | 5      |
| Tiro               | 0   | 2       | 2      | 4      |
| Nuoto              | 0   | 2       | 2      | 4      |
| Tuffi              | 0   | 1       | 1      | 2      |
| Lotta libera       | 0   | 1       | 0      | 1      |
| Scherma            | 0   | 0       | 1      | 1      |
| Ciclismo           | 0   | 0       | 1      | 1      |
| Calcio             | 0   | 0       | 1      | 1      |
| Totale             | 4   | 13      | 12     | 29     |

### Medaglie
| Medaglia | Atleta                                                           | Sport              | Evento                                       |
| -------- | ---------------------------------------------------------------- | ------------------ | -------------------------------------------- |
| Oro      | Ernst Linder                                                     | Equitazione        | Dressage individuale                         |
| Oro      | Åke Thelning Axel Ståhle Åge Lundström Georg von Braun           | Equitazione        | Salto ostacoli a squadre                     |
| Oro      | Carl Westergren                                                  | Lotta greco-romana | Pesi medio-massimi                           |
| Oro      | Bo Lindman                                                       | Pentathlon moderno | Maschile                                     |
| Argento  | Edvin Wide                                                       | Atletica leggera   | 10000 metri piani                            |
| Argento  | Erik Byléhn, Nils Engdahl, Arthur Svensson, Gustaf Wejnarth      | Atletica leggera   | Staffetta 4×400 metri                        |
| Argento  | Gunnar Lindström                                                 | Atletica leggera   | Lancio del giavellotto                       |
| Argento  | Bertil Sandström                                                 | Equitazione        | Dressage individuale                         |
| Argento  | Claës König Torsten Sylvan Gustaf Hagelin Carl Gustaf Lewenhaupt | Equitazione        | Concorso completo a squadre                  |
| Argento  | Rudolf Svensson                                                  | Lotta greco-romana | Pesi medio-massimi                           |
| Argento  | Rudolf Svensson                                                  | Lotta libera       | Pesi medio-massimi                           |
| Argento  | Arne Borg                                                        | Nuoto              | 400 metri stile libero maschili              |
| Argento  | Arne Borg                                                        | Nuoto              | 1500 metri stile libero maschili             |
| Argento  | Gustaf Dyrssen                                                   | Pentathlon moderno | Maschile                                     |
| Argento  | Vilhelm Carlberg                                                 | Tiro               | Pistola libera individuale                   |
| Argento  | Alf Swahn Fredric Landelius Otto Hultberg Mauritz Johansson      | Tiro               | Bersaglio mobile a squadre                   |
| Argento  | John Jansson                                                     | Tuffi              | Piattaforma alta maschile                    |
| Bronzo   | Edvin Wide                                                       | Atletica leggera   | 5000 metri piani                             |
| Bronzo   | Sten Pettersson                                                  | Atletica leggera   | 110 metri ostacoli                           |
| Bronzo   | Svezia                                                           | Calcio             | Maschile                                     |
| Bronzo   | Gunnar Sköld Erik Bohlin Ragnar Malm Erik Bjurberg               | Ciclismo           | Corsa a squadre                              |
| Bronzo   | Erik Malmberg                                                    | Lotta greco-romana | Pesi piuma                                   |
| Bronzo   | Åke Borg Arne Borg Orvar Trolle Georg Werner                     | Nuoto              | Staffetta 4x200 metri stile libero maschile  |
| Bronzo   | Aina Berg Gulli Ewerlund Hjördis Töpel Wivan Pettersson          | Nuoto              | Staffetta 4x100 metri stile libero femminile |
| Bronzo   | Bertil Uggla                                                     | Pentathlon moderno | Maschile                                     |
| Bronzo   | Nils Hellsten                                                    | Scherma            | Spada individuale maschile                   |
| Bronzo   | Alf Swahn                                                        | Tiro               | Bersaglio mobile colpo doppio individuale    |
| Bronzo   | Alf Swahn Mauritz Johansson Fredric Landelius Axel Ekblom        | Tiro               | Bersaglio mobile colpo doppio a squadre      |
| Bronzo   | Hjördis Töpel                                                    | Tuffi              | Piattaforma femminile                        |

## Risultati

### Calcio
| Atleta | Classifica |                   |
| --- | --- | ----------------- |
| V · D · M Nazionale svedese · Calcio ai Giochi Olimpici Estivi 1924 P S. Lindberg · P Zander · D Alfredsson · D Hillén · D Hirsch · D Mellgren · C Carlsson · C Friberg · C Gustafsson · C Holmberg · C Lindqvist · C Sundberg · A Brommesson · A Dahl · A Kaufeldt · A Keller · A Kock · A V. Lindberg · A Lundquist · A Olsson · A Rydell · A Svensson · CT : Nagy | Bronzo |                   |
| Nazionale svedese · Calcio ai Giochi Olimpici Estivi 1924 | |                   |
| P S. Lindberg · P Zander · D Alfredsson · D Hillén · D Hirsch · D Mellgren · C Carlsson · C Friberg · C Gustafsson · C Holmberg · C Lindqvist · C Sundberg · A Brommesson · A Dahl · A Kaufeldt · A Keller · A Kock · A V. Lindberg · A Lundquist · A Olsson · A Rydell · A Svensson · CT: Nagy                                                                      | P S. Lindberg · P Zander · D Alfredsson · D Hillén · D Hirsch · D Mellgren · C Carlsson · C Friberg · C Gustafsson · C Holmberg · C Lindqvist · C Sundberg · A Brommesson · A Dahl · A Kaufeldt · A Keller · A Kock · A V. Lindberg · A Lundquist · A Olsson · A Rydell · A Svensson · CT: Nagy | Svezia (bandiera) |

### Pallanuoto
| Atleta | Classifica |                   |
| --- | --- | ----------------- |
| V · D · M Nazionale maschile svedese di pallanuoto · Giochi olimpici - Parigi 1924 C. Andersson · E. Andersson · W. Andersson · Backlund · Nauman · Norberg · Persson · Wictorin · Friberg · E. Skoglund · N. Skoglund · CT : - | 4° |                   |
| Nazionale maschile svedese di pallanuoto · Giochi olimpici - Parigi 1924 | |                   |
| C. Andersson · E. Andersson · W. Andersson · Backlund · Nauman · Norberg · Persson · Wictorin · Friberg · E. Skoglund · N. Skoglund · CT: -                                                                                     | C. Andersson · E. Andersson · W. Andersson · Backlund · Nauman · Norberg · Persson · Wictorin · Friberg · E. Skoglund · N. Skoglund · CT: - | Svezia (bandiera) |